# Wu Xing

Líneas verdes: ciclo de generación.
Líneas azules: ciclo de dominación.

La teoría de los Cinco Elementos (Chino: 五行; Pinyin: wǔxíng) es una forma de clasificar los fenómenos naturales, y sus interrelaciones, según la filosofía china tradicional. Una traducción más exacta sería cinco fases o cinco movimientos, para no perder el carácter dinámico y de transformación que tiene en chino. Esta teoría se aplica a campos tan dispares como la música, la medicina china tradicional, la estrategia militar, las artes marciales o el Feng Shui. Los cinco elementos son: fuego (火, huǒ), agua (水, shǔi), madera (木, mù), metal (金, jīn) y tierra (土, tǔ). La teoría describe los ciclos de generación (生, shēng) y de dominación (克, kè) entre ellos.
Según el ciclo de generación (también llamado ciclo de creación):
- La madera alimenta al fuego.
- El fuego, con sus cenizas, produce tierra.
- La tierra alberga los minerales.
- Los minerales alimentan al agua.
- El agua da vida a la madera.

Según el ciclo de dominación (también llamado estrella de la destrucción):
- La madera se nutre de la tierra.
- La tierra retiene el agua.
- El agua apaga el fuego.
- El fuego funde el metal.
- El metal corta la madera.

## Otras correspondencias
| Elemento | Criatura celestial                    | Evolución    | Clima    | Estaciones                                             | Punto cardinal | Planeta  | Días      | Color              | Figura     | Gusto         | Sentido | órgano (yin)    | Víscera (yang)    | Dedo    | Emoción y talante           | Emoción (positiva)         | Emoción (negativa)                                            | Naturaleza |
| -------- | ------------------------------------- | ------------ | -------- | ------------------------------------------------------ | -------------- | -------- | --------- | ------------------ | ---------- | ------------- | ------- | --------------- | ----------------- | ------- | --------------------------- | -------------------------- | ------------------------------------------------------------- | ---------- |
| Madera   | Qīng-lóng (青龍) El Dragón Azul       | Nacimiento   | Viento   | Primavera                                              | Este           | Júpiter  | Jueves    | Verde              | Rectángulo | Ácido o Agrio | Visión  | Hígado          | Vesícula biliar   | Pulgar  | Flexibilidad, Creatividad   | Capacidad de Planificación | Cólera, ira, estrechez de miras                               | Aire       |
| Fuego    | Zhū-què (朱雀) El Fénix Rojo          | Crecimiento  | Calor    | Verano                                                 | Sur            | Marte    | Martes    | Rojo               | Triángulo  | Amargo        | Tacto   | Corazón         | Intestino delgado | Índice  | Alegría, Apertura           | Claridad mental            | Falta de alegría, aislamiento, desconcierto                   | Fuego      |
| Tierra   | Huáng-lóng (黃龍)* El Dragón Amarillo | Elaboración  | Humedad  | Verano-otoño (Verano Tardío o Veranillo de San Martín) | Centro         | Saturno  | Sábado    | Amarilla           | Cuadrado   | Dulce         | Gusto   | Bazo / Páncreas | Estómago          | Cordial | Estabilidad, Realismo       | Carácter Razonable         | Obsesión, preocupación, duda, sentimentalismo, perfeccionismo | Tierra     |
| Metal    | Bái-hǔ (白虎) El Tigre Blanco         | Maduración   | Sequedad | Otoño                                                  | Oeste          | Venus    | Viernes   | Blanca             | Círculo    | Picante       | Olfato  | Pulmón          | Intestino grueso  | Anular  | Raciocinio, Confianza Plena | Sentido de la justicia     | Tristeza infinita, incapacidad de "soltar"                    | Éter       |
| Agua     | Xuán-wǔ (玄武) La Tortuga Negra       | Conservación | Frío     | Invierno                                               | Norte          | Mercurio | Miércoles | Negra y Azul Claro | Curva      | Salado        | Oído    | Riñón           | Vejiga urinaria   | Meñique | Voluntad, Humildad          | Coraje                     | Miedo, desánimo                                               | Agua       |

* Posteriormente también se le asoció el Qilin (麒麟), a veces conocido como unicornio chino

## Correspondencias con lostrigramasdelI Ching
| Elemento         | Madera | Madera  | Fuego | Tierra  | Tierra   | Metal    | Metal | Agua  |
| ---------------- | ------ | ------- | ----- | ------- | -------- | -------- | ----- | ----- |
| I Ching          | Rayo   | Viento  | Fuego | Montaña | Tierra   | Cielo    | Lago  | Agua  |
| Dirección        | Este   | Sureste | Sur   | Noreste | Suroeste | Noroeste | Oeste | Norte |
| Triagramas       | ☳      | ☴       | ☲     | ☶       | ☷        | ☰        | ☱     | ☵     |
| Trigrama hanzi   | 震     | 巽      | 離    | 艮      | 坤       | 乾       | 兌    | 坎    |
| Triagrama pinyin | zhèn   | xùn     | lí    | gèn     | kūn      | gān      | duì   | kǎn   |